# Lotus Elite 14
 (novembre 2017).
Si vous disposez d'ouvrages ou d'articles de référence ou si vous connaissez des sites web de qualité traitant du thème abordé ici, merci de compléter l'article en donnant les références utiles à sa vérifiabilité et en les liant à la section « Notes et références ».
La Lotus Elite 14 est une voiture de sport élégante deux places, coupé, conçue et fabriquée par le constructeur britannique Lotus à la fin des années 1950.

## Histoire en détail

### Détails techniques
- Caisse monocoque en fibre de verre faisant office de châssis, ce qui était une première mondiale
- Moteur : Coventry Climax FWE de 1 216 cm3, 4 cylindres en ligne, tout aluminium, arbre à cames en tête, 8 soupapes, disposition en position avant. Puissance entre 75 et 105 ch.
- Transmission : boîte manuelle 4 rapports BMC A-series, propulsion
- Suspensions avant : Triangles superposés, ressorts, amortisseurs
- Suspensions arrière : Jambe Chapman (Mac Pherson non-directif)
- Freins : à disques Girling sur les 4 roues
- Roues : à 48 rayons, 15 pouces, pneus en 5 pouces de large soit 125R15

## Sur les circuits

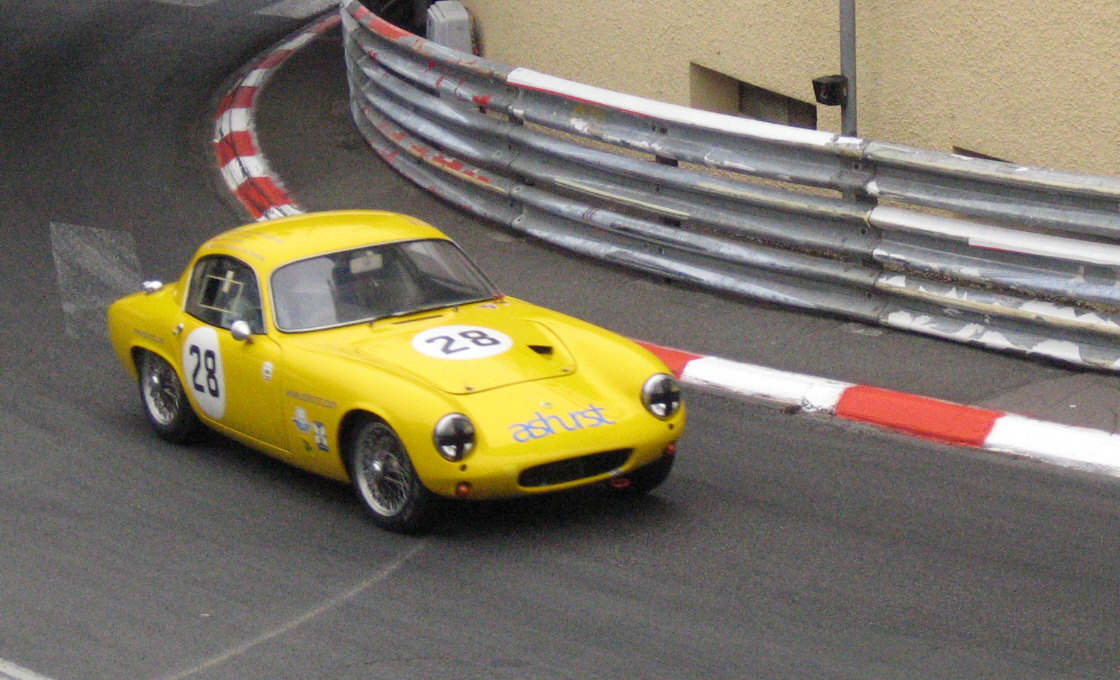
Racing Elite, Pau GP 2006.